# Сукиях
Сукиях — село в Кулинском районе Дагестана. Входит в сельское поселение «Сельсовет „Вихлинский“».

## Географическое положение
Расположено в 6 км к северо-востоку от районного центра села Вачи, у подножья плато Шунудаг.

## Население
| 1888 | 1895 | 1926 | 1939 | 1970 | 1989 | 2002 |
| ---- | ---- | ---- | ---- | ---- | ---- | ---- |
| 289  | ↗308 | ↘261 | ↗275 | ↘246 | ↘201 | ↗258 |
| 2010 | 2021 |      |      |      |      |      |
| ↘253 | ↘244 |      |      |      |      |      |